# EF Education-Tibco-SVB
EF Education-Tibco-SVB war ein US-amerikanisches Radsportteam im Straßenradsport der Frauen.

## Organisation und Geschichte
Das Team wurde im Jahr 2005 in der jetzigen Form von der sechsmaligen kanadischen Meisterin Linda Jackson gegründet. Das Team hat seine Wurzeln im 2002 gegründeten lokalen Team Palo Alto Bicycle Shop. Seit 2006 nannte sich das Team Tibco-To The Top entsprechend dem Hauptsponsor, dem in Palo Alto residierenden Softwareunternehmen TIBCO und dem Teambetreiber To The Top LLC.
Seit dem Jahr 2010 ist das Team bei der UCI als UCI Women’s Team lizenziert und nimmt auch an europäischen Rennen teil. Nachdem die Silicon Valley Bank  zweiter Namenssponsor wurde, nannte sich das Team im Jahr 2015 Tibco-svb.
Zur Saison 2022 erhielt die Mannschaft eine Lizenz als UCI Women’s WorldTeam. Als weiterer Hauptsponsor trat EF Education First hinzu. Das Team wurde in EF Education-Tibco-SVB umbenannt und kooperierte mit dem ebenfalls von EF Education gesponserten Männerteam EF Education-Nippo; die Betreibergesellschaften des Frauenteams To The Top und des Männerteams Slipstream Sports bzw. EF Pro Cycling blieben aber selbständig.
Im Jahr 2023 gerieten zwei der drei Hauptsponsoren des Teams, die Silicon Valley Bank und TIBCO in wirtschaftliche Schwierigkeiten und zogen sich aus dem Sponsoring zurück. Die Betreibergesellschaft des Männerteams EF Pro Cycling kündigte im August 2023 an, dass zur Saison 2024 ein neues Team mit dem Namen  EF Education-Cannondale und dem Status als UCI Women’s Continental Team als Nachfolger gegründet werde. Teammanagerin solle Esra Tromp werden. Mitte August 2023 bestätigte Teamgründerin Linda Jackson das Ende der Teams zum Saisonende. Sie teilte mit, dass das neue Team keinerlei Verbindungen mit ihrer Mannschaft habe.

## Platzierungen in UCI-Ranglisten
UCI Weltcup 
| World Cup   | World Cup   | World Cup                 | World Cup |
| Jahr        | Teamwertung | Einzelwertung             |           |
| ----------- | ----------- | ------------------------- | --------- |
| 2010        | 21.         | Ruth Corset (22. )        |           |
| 2011        | 15.         | Joëlle Numainville (27. ) |           |
| 2012        | 25.         | Megan Guarnier (48. )     |           |
| 2013        | 10.         | Chantal Blaak (23. )      |           |
| 2014        | 18.         | Jasmin Duehring (71. )    |           |
| 2015        | 17.         | Emily Collins (55. )      |           |
|             |             |                           |           |
| Quelle: UCI |             |                           |           |

UCI Women’s WorldTour
| UCI World Tour | UCI World Tour | UCI World Tour          | UCI World Tour |
| Jahr           | Teamwertung    | Einzelwertung           |                |
| -------------- | -------------- | ----------------------- | -------------- |
| 2016           | 20.            | Brianna Walle (52. )    |                |
| 2017           | 16.            | Lauren Stephens (40. )  |                |
| 2018           | 13.            | Alison Jackson (49. )   |                |
| 2019           | 15.            | Alison Jackson (32. )   |                |
| 2020           | 16.            | Lauren Stephens (24. )  |                |
| 2021           | 13.            | Kristen Faulkner (12. ) |                |
| 2022           | 12.            | Veronica Ewers (31. )   |                |
| 2023           | 15.            | Georgia Williams (50. ) |                |
|                |                |                         |                |
| Quelle: UCI    |                |                         |                |

UCI World Ranking
| UCI Ranking | UCI Ranking | UCI Ranking               | UCI Ranking |
| Jahr        | Teamwertung | Einzelwertung             |             |
| ----------- | ----------- | ------------------------- | ----------- |
| 2010        | 10.         | Ruth Corset (30. )        |             |
| 2011        | 12.         | Joëlle Numainville (27. ) |             |
| 2012        | 13.         | Megan Guarnier (36. )     |             |
| 2013        | 9.          | Shelley Olds (13. )       |             |
| 2014        | 18.         | Jasmin Duehring (71. )    |             |
| 2015        | 11.         | Lauren Stephens (20. )    |             |
| 2016        | 19.         | Lauren Stephens (69. )    |             |
| 2017        | 14.         | Lauren Stephens (23. )    |             |
| 2018        | 16.         | Alison Jackson (43. )     |             |
| 2019        | 15.         | Alison Jackson (36. )     |             |
| 2020        | 14.         | Lauren Stephens (13. )    |             |
| 2021        | 13.         | Kristen Faulkner (24. )   |             |
| 2022        | 11.         | Veronica Ewers (22. )     |             |
| 2023        | 16.         | Alison Jackson (29. )     |             |
|             |             |                           |             |
| Quelle: UCI |             |                           |             |